# Carlos David Ortigosa
Carlos David Ortigosa (Ciudad de México, México; 9 de diciembre de 1915 - Ciudad de México; 27 de diciembre de 2007) fue un reconocido actor de doblaje y radionovelas mexicano. Al momento de su muerte, a los 92 años, contaba con más de 8 décadas de trayectoria artística.

## Biografía

### Inicios
Carlos David Ortigosa nació en la Ciudad de México, México; el 9 de diciembre de 1915. Debido a las conflictos sociales que existían por aquel entonces en México, no pudo ser bautizado ni registrado civilmente como ciudadano hasta cumplir los 20 años de edad. A pesar de provenir de una familia de escasos recursos económicos, asistió a la Escuela Nacional Preparatoria, y mediante una recomendación por parte de su tutor; pudo ingresar a la Facultad de Derecho de la Universidad Autónoma de México, donde estudió por un período de 5 años.
No fue, sin embargo, hasta 1938 cuando comenzó su labor artística. En ese mismo año, «Radio Universidad» organizó un concurso  para elegir un nuevo locutor para la estación, debido a que el anterior (Álvaro Gálvez y Fuentes 'El Bachiller') había renunciado al cargo para participar en la hoy desaparecida «XEW». El concurso fue ganado por Ortigosa, quien poco a poco fue ganando popularidad entre el ambiente artístico.
Poco tiempo después, y durante la emisión de la obra «Salomé», hizo su debut como actor de radionovelas, bajo la dirección del también actor y director Tomás Perrín. Ya en 1940, fue contratado por la «XEW» como actor de radioprogramas. Entre sus trabajos más destacados en esta emisora, se encuentra, por ejemplo, el haber protagonizado el radiodrama «Anita de Montemar», también conocido bajo el título de «Ave sin nido».
Al mismo tiempo, el reconocido actor también inició su carrera como periodista; cuando en ese mismo año fue nombrado redactor de la sección de deportes del diario mexicano «Universal». Poco después, se le concedió la jefatura de dicha plana deportiva. Pasado un tiempo, decidiría casarse con su entonces prometida, y un año después, nacería su hijo primogénito, llamado Carlos.

### Carrera dentro del doblaje
Para finales de 1944, había sido seleccionado por Metro Goldwyn Mayer para ser la voz del nortemaricano Gregory Peck en español. Conformaría (junto con otros actores hispanoparlantes) el primer grupo de actores llevados a Nueva York para hacer los primeros doblajes oficiales en la historia del cine. Fue allí mismo donde también aprendería a narrar los reclamos de las películas próximas a estrenarse. El compromiso con dicha empresa terminaría tres años más tarde, principalmente debido a que varios gobiernos (entre ellos el de México y Argentina) amenazaban con prohibir el ingreso de material doblado a su territorio.
Ya de vuelta en México, fue contratado por Richard Kelsey Tompkins para ser abogado de los entonces nacientes «Estudios Churubusco», pioneros en el doblaje en México. Su labor artística se iría enriqueciendo con el paso de los años, y para 1950, Carlos David Ortigosa ya había participado en grandes superproducciones cinematográficas como el de la «Cenicienta», de Walt Disney, estrenada y doblada en ese mismo año, y que contaba con la presencia de Ortigosa como narrador principal. También participó como codirector de doblaje en «Alicia en el país de las maravillas», de 1951, y de «Peter Pan», estrenada en 1953. También participó como actor en «La Dama y el Vagabundo», dándole voz al personaje de «Jim Dear», interpretado originalmente por Lee Millar.
A su vez también se desempeñaba como actor de doblaje en los estudios «Rivatón de América», siendo uno de sus principales trabajos en esta empresa el darle voz en español al nortemaricano actor Kent Taylor en la serie de televisión de los años cincuenta «Boston Blackie».
Para 1957, el primer actor mexicano Tony Carbajal se asociaría con el abogado nortemaricano Robert W. Lerner para así fundar, un año más tarde, «Cinematográfica Interamericana, Sociedad Anónima», más conocida por sus iniciales: CINSA. Ortigosa tomaría parte importante en la fundación de esta empresa. El gran ansiado éxito para CINSA se había hecho realidad: durante 25 años, fue líder, junto con SISSA, dentro del mercado de los doblajes de voz, tanto en México como en gran parte de Latinoamérica.
Sin embargo, no fue hasta 1983 cuando la empresa se empezó a ver afectada debido a la gran demanda y competencia que había surgido dentro de este ámbito. Televisa amenazaría entonces con solo transmitir los doblajes realizados por dicha empresa sí y solo sí los derechos del estudio eran vendidos a la casa televisora. Fue así como CINSA, cambió de razón social a Telespeciales, la cual laboró durante un período de 7 años antes de su desaparición del mercado, en 1990.

### Vida posterior y fallecimiento
El 22 de abril de 2006, se le organizó un homenaje por sus 90 años de edad en el Club Industrial, del Hotel Marriott, situado en la Ciudad de México. El evento había sido organizado, en su mayoría, por el menor de sus hijos, Arturo David Ortigosa. Entre los asistentes se encontraban: Evangelina Elizondo, José Lavat, Salvador Nájar, Gloria Rocha, Roberto Espiriú, Rocío y Sylvia Garcel, Jorge Arvizu, Polo Ortín e Irma Lozano. Durante la parte estelar de la ceremonia, se proyectó un mini-documental, titulado «Voces de la pantalla. Memorias del doblaje en México», escrito y dirigido por el mismo Ortigosa, y que recordaba las etapas más memorables de su trayectoria artística.
El 27 de diciembre de 2007, Ortigosa falleció en la Ciudad de México, México; a los 92 años de edad, al parecer de causas naturales. Sus restos fueron incinerados y depositados en la cripta 157-C de la Iglesia de San Agustín, juntos a los de su esposa, en Polanco, México.